# Sebastian Summerer
Sebastian Summerer (18 giugno 2001) è un giocatore di football americano austriaco, di ruolo defensive back.

## Palmarès
- 1 Austrian Bowl (2021)